# Église Saint-Gilles de Pecquencourt
Pour les articles homonymes, voir Église Saint-Gilles.
L'église Saint-Gilles est une église catholique située à Pecquencourt, en France.

## Localisation
L'église est située dans le département français du Nord, sur la commune de Pecquencourt.